# Stockholm Comedy Klubb

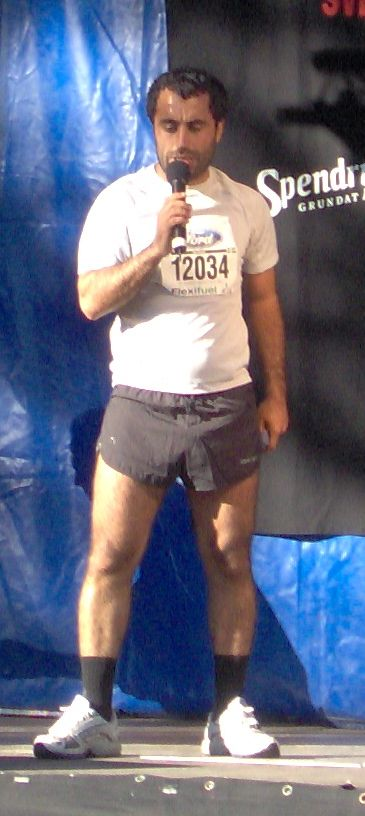
Özz Nûjen på Skrattstock.

Stockholm Comedy Club, tidigare Stockholm Comedy Klubb förkortat STOCK, är en svensk ståuppkomikklubb som grundades av ståuppkomikerna Özz Nûjen, Janne Westerlund och Jakob Öqvist. De har bland annat arrangerat scenshowen och TV-programmet Stockholm Live och ståuppfestivalen Skrattstock.
Den grundades år 2000 och förutom Özz Nûjen, Janne Westerlund och Jakob Öqvist var Shan Atci en av medgrundarna.
De drev även Bungy comedy som var en prova-på-klubb för personer som ville testa att ståuppkomedi på scen. Några komiker som gjorde sin scendebut på Bungy comedy var Björn Gustafsson, Petra Mede, Kristoffer Appelquist, Messiah Hallberg och Aron Flam. Bungy comedy meddelade år 2013 att de tar en paus.
Stockholm Comedy Klubb arrangerade Svenska Stand-up galan till och med 2013 som delar ut priser till komiker, klubbar och företeelser i den svenska ståuppvärlden. Bland tidigare pristagare märks Johan Glans, Henrik Schyffert och Tobias Persson. Pris delas bland annat ut till årets manliga komiker, årets kvinnliga komiker och årets nykomling. Från och med 2014 är det klubben Oslipat som arrangerar galan.
Stockholm Comedy Club förväxlas lätt med Stockholm Comedy Club AB, ett aktiebolag som ägs av komikern Simon Svensson. Vem som äger rätten till namnet är oklart. Klart är i alla fall att Simon Svensson är VD för aktiebolaget Stockholm Comedy Club. 